# 古斯塔沃·迪亚斯·奥尔达斯
古斯塔沃·迪亚斯·奥尔达斯·博拉尼奥斯（西班牙語：Gustavo Díaz Ordaz Bolaños，西班牙語發音：[ɡusˈtaβo ˈði.as oɾˈðas]，1911年3月12日—1979年7月15日）是墨西哥政治家和制度革命党黨員。其於1964年至1970年間出任墨西哥总统。
奥尔达斯于1937年在普埃布拉国立自治大学获得法律学位，之后他在该校擔任副校长。1943年至1946年間，他擔任众议院議員。1946年至1952年間擔任参议院議員，在此期間他結識了另一位參議員阿道弗·鲁伊斯·科尔蒂内斯。
阿道弗·鲁伊斯·科尔蒂内斯在参加1952年墨西哥大选時，奥尔达斯也是其競選活動中的一員。随后奥尔达斯在安赫尔·卡瓦哈尔·伯纳尔领导下的内政部秘书处工作。阿道弗·鲁伊斯·科尔蒂内斯在1958年墨西哥大选獲勝後，他成为内政部秘书处負責人。1963年，制度革命党提名奧爾達斯角逐1964年墨西哥大选，最終奧爾達斯获得了88.81％的普选票，成功當選總統。
奧爾達斯擔任總統時發生了1968年墨西哥抗議活動以及特拉特洛尔科大屠杀，数百名抗议者遭到政府杀害。
1977年，奧爾達斯一度成为墨西哥驻西班牙大使，但在媒体强烈抗议和批评之下，他被迫辞职。1979年7月15日，奧爾達斯因大肠癌去世，享年68岁。

## 更多阅读
- Aguilar Camín, Héctor. "Nociones presidenciales de cultura nacional. De Álvaro Obregón a Gustavo Díaz Ordaz." En torno a la cultura nacional (1976).
- Camp, Roderic A. Mexican Political Biographies. Tucson, Arizona: University of Arizona, 1982.
- Castañeda, Jorge G. Perpetuating Power: How Mexican Presidents Were Chosen. New York: The New Press 2000. ISBN 1-56584-616-8
- Krauze, Enrique. Mexico: Biography of Power, especially chapter 21, "Gustavo Díaz Ordaz: The Advocate of Order". New York: HarperCollins 1997.
- Loaeza, Soledad. "Gustavo Díaz Ordaz: el colapso del milagro mexicano." Lorenzo Meyer and Ilán Bizberg (coords.), Una Historia Contemporánea de México 2 (2005): 287-336.
- Smith, Peter H. "Mexico Since 1946: Dynamics of an Authoritarian Regime", in Bethell, Leslie, ed., Mexico Since Independence. Cambridge, UK. Cambridge University Press. 1991.